# Cryptops speleorex
Cryptops speleorex (лат.) — вид сколопендровых, обнаруженный учёными в румынской пещере Мовиле.

## Этимология
Видовой эпитет speleorex означает «король пещеры». Дано в честь того факта, что вид находится на вершине местной пищевой цепочки.

## Описание
Длина до 52 мм. В настоящее время это крупнейший известный обитатель пещеры. Ядовитый хищник. Морфологически схожи с Cryptops anomalans, но отличаются гораздо более удлиненными антеннами и ногами.

## Экосистема пещеры
Пещера Мовиле долгое время была изолирована от внешнего мира. Внутри нее условия для жизни экстремальные и содержание кислорода в атмосфере низкое, в то время как углекислого газа и метана — высокое, также присутствуют сероводород и аммиак. В пещере с уникальной экосистемой обитает около пяти десятков видов. Примерно тридцать из них встречаются только там.